# Sávos szender
A sávos szender (Hyles livornica) a rovarok (Insecta) osztályának lepkék (Lepidoptera) rendjébe, ezen belül a szenderfélék (Sphingidae) családjába tartozó faj.

## Elterjedése
Élőhelye valójában Észak-Afrika, illetve Dél-Európa, ezekről a területekről változó egyedszámban vándorol észak felé, így jut el a Kárpát-medencébe is.
Magyarországon ritka, bár egyes években még hernyóit is megfigyelték, de áttelelni itt nem tud. A felmelegedés miatt remélhetőleg egyre gyakoribbá válnak.

## Előfordulása
A nyílt területeket kedveli, pusztákat, szavannákat, legeltető réteket, félsivatagokat, domboldalakat. A sűrű erdőket, cserjéseket kerülik.
Emberlakta helyeket, oázisokat, parkokat, kerteket, szőlőültetvényeket is látogatja.
Nagyon hőkedvelő faj, előnyben részesíti a meleg, száraz élőhelyeket.

## Gyakorisága
A legszélesebb körben elterjedt fajok egyike. A nagyon hideg sarkvidékeket és a trópusokat kivéve, szinte minden kontinensen előfordul.
Pontos egyedszámuk nem ismert, a felnőtt példányok és a frissen kikelt nemzedék száma évről, évre változik. Míg Afrikában például nagyon gyakoriak, a Kárpát-medencében általában nagyon ritkák.

## Megjelenése

### Petéje
Enyhén oválisak, fényesek, világoszöld színűek. Méretük a lepke méretéhez képest igen apró, 1,1 x 1,0 mm.
|  |

### Hernyója
A frissen kikelt hernyó 4 mm hosszú, zöldesfehér színű. Teljesen kifejlett állapotban 65-80 mm. 
Színe a fejlődés során egyre sötétedik, sárgászöld, sötétzöld, majd alapszíne barna vagy fekete lesz, a testén jellegzetes sávok és foltok jelennek meg.
Hátán sárga vagy piros-, oldalán két fehér, vagy sárga sáv fut végig, teste apró, sárga pöttyökkel sűrűn behintett. Minden szelvényén egy-egy szögletes fekete-, egy-egy, fehér szegélyű rózsaszín, a lábak tövén pedig vöröses foltok vannak. Hasa és lábai szürkéssárgák, légzőnyílásai fekete foltok belsejében helyezkednek el. Feje és faroktövise piros színű, a farok vége fekete.
|  |  |

### Bábja
30-45 mm hosszú, színe sárgás, barnás, de lehet akár áttetsző is. Oldalának szelvényein barna pöttyök vannak. Cremastere egy rövid, vékony tüske.

### Imágója
A lepkék mérete nagyban függ a hernyóállapot alatt magukhoz vett táplálék mennyiségétől. A jól táplált hernyóknak nagyobb bábjuk lesz, amiből nagyobb méretű állat kel ki, szűkös táplálék mellett viszont kisebb lepkék születnek. A nemek közötti méretkülönbség nem jelentős, a nőstények csak kissé nagyobbak a hímeknél.
Méretük 60-80 mm körüli.
Szárnyainak rajzolata élénk, kontrasztos. Elülső szárnyai sötétbarnák, szárnycsúcsa felé, éles határú, világosbarna sáv fut, a hosszanti erek mentén vékony, fehér színű vonalak láthatóak. 
Hátsó szárnyának alapszíne rózsaszín, vastag fekete szegéllyel. Mindkét szárnypár szegélye halvány szürkesbarna.
Csápjaik sötétbarnák, csápvégük fehér.
Potrohuk barna alapszínű, fekete és fehér sávos mintázattal. 
A felnőtt lepkéknek hosszú pödörnyelvük van.

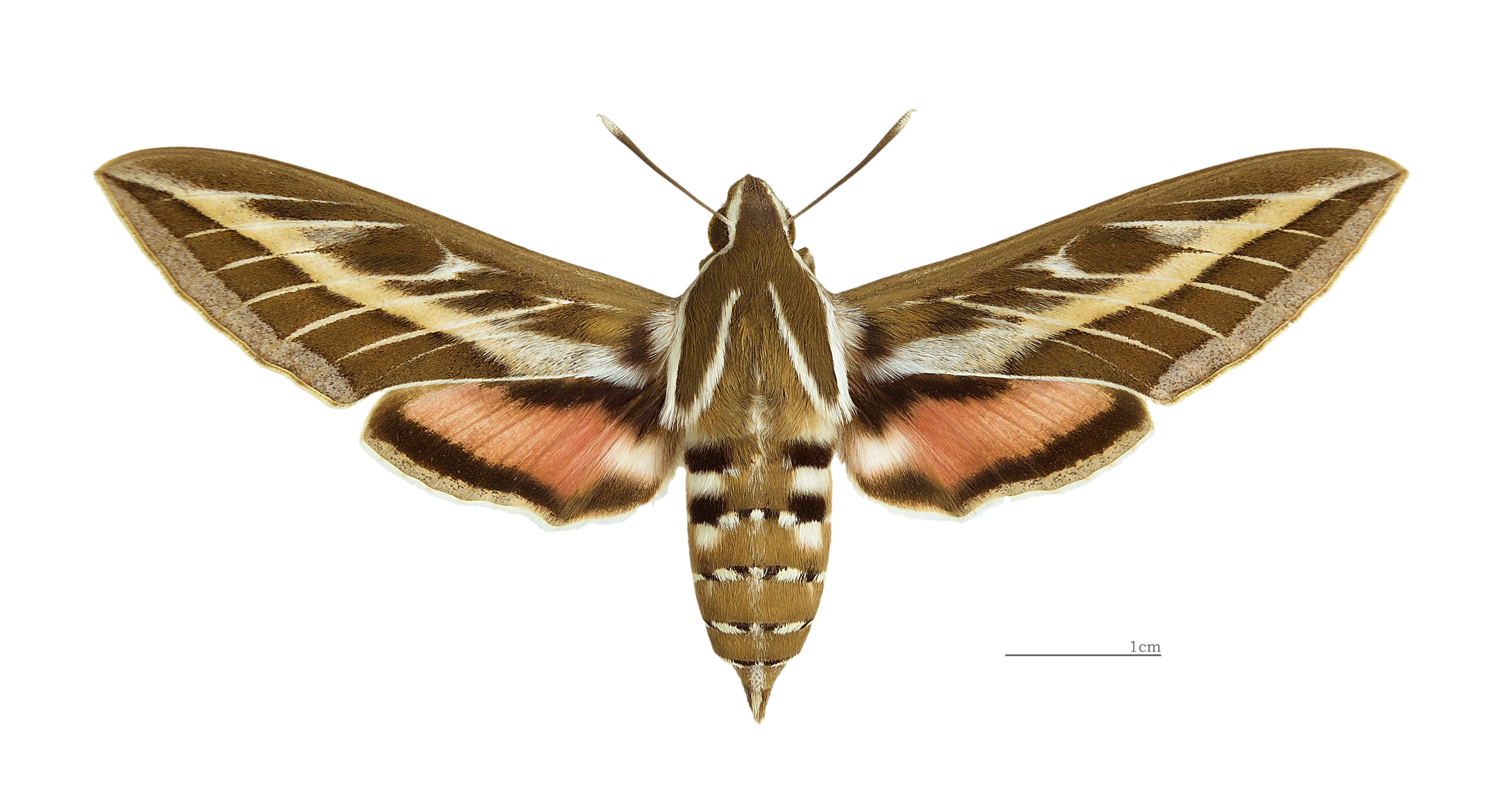
Nőstény felülnézetben
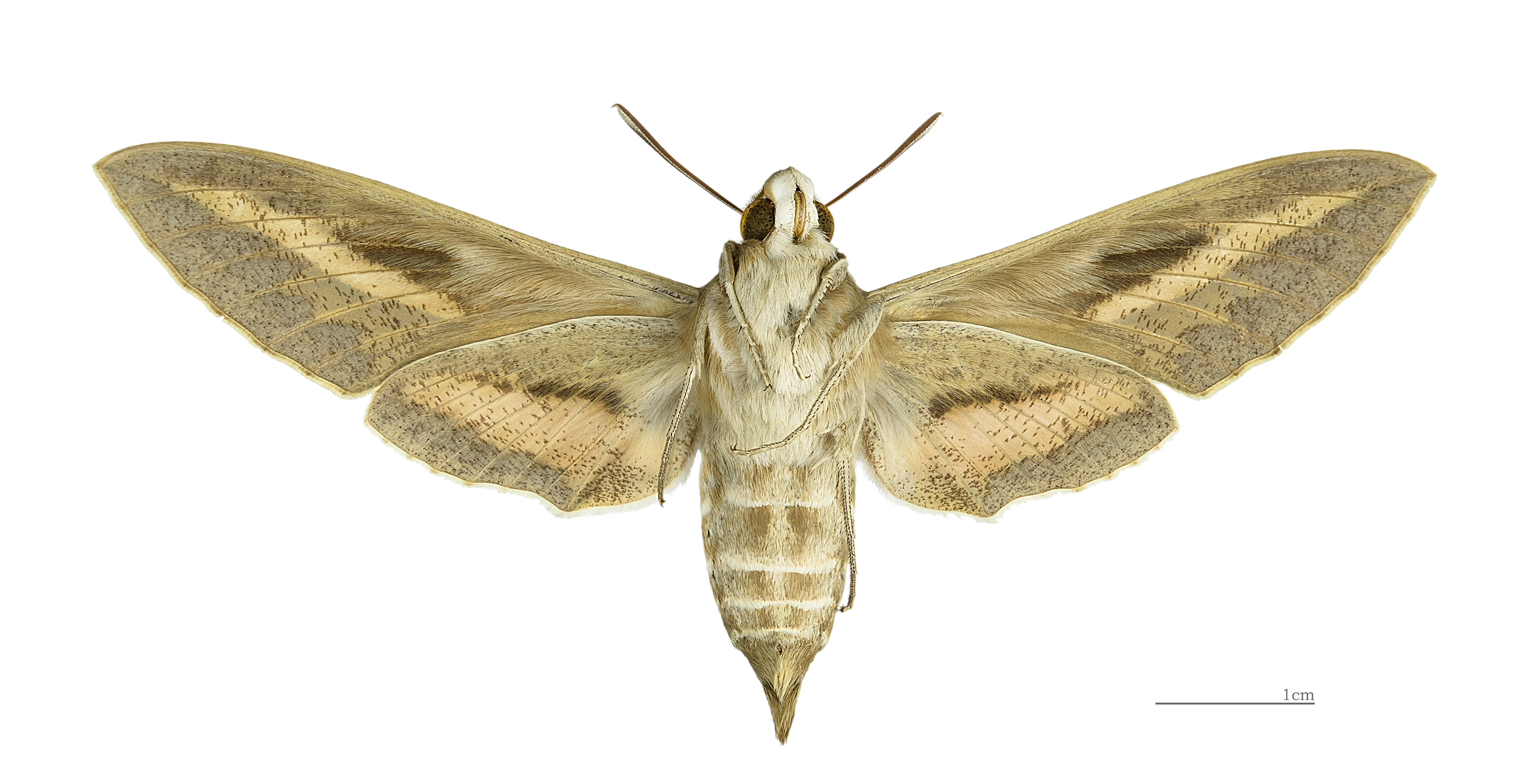
Nőstény alulnézetben
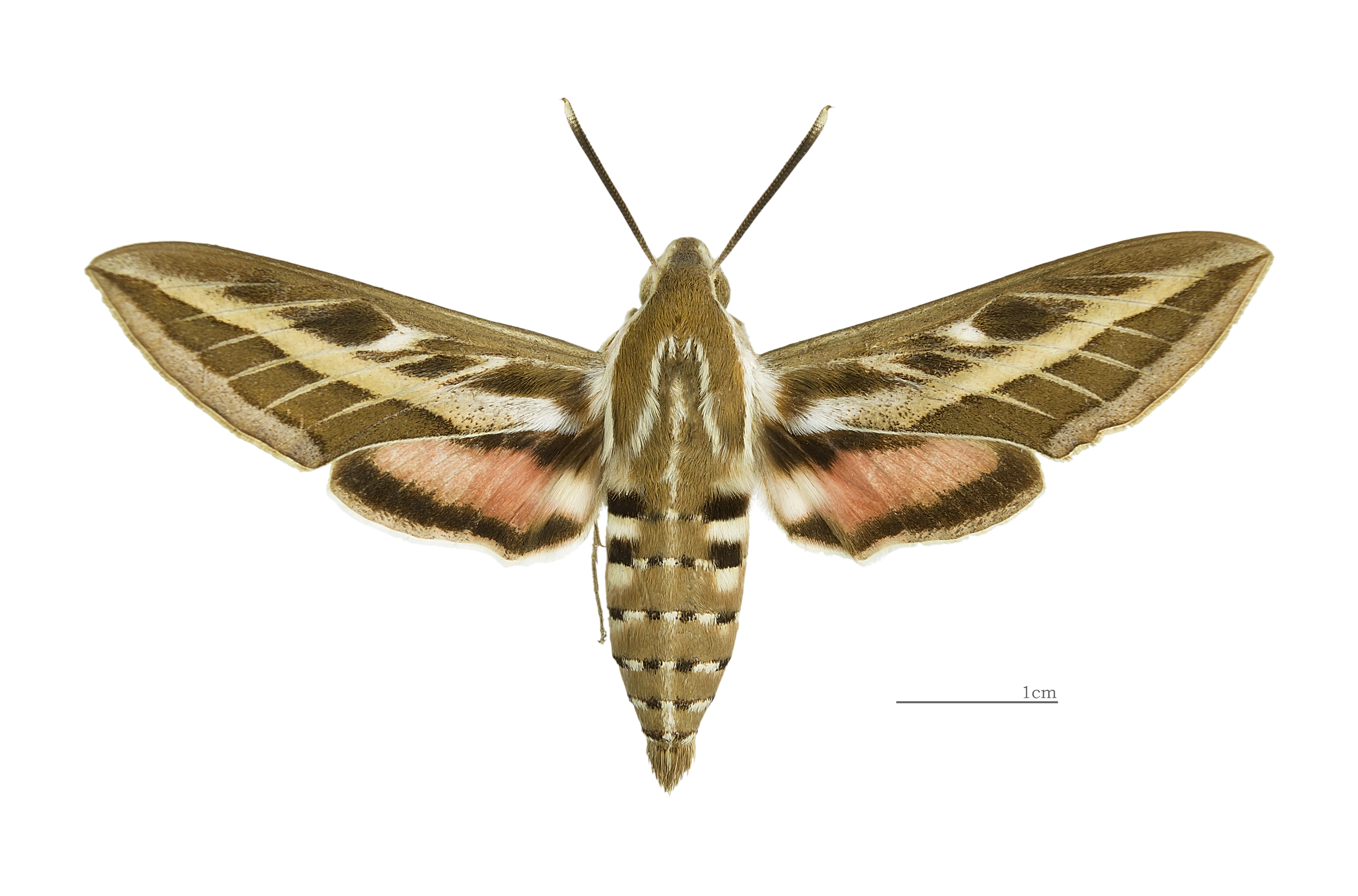
Hím felülnézetben
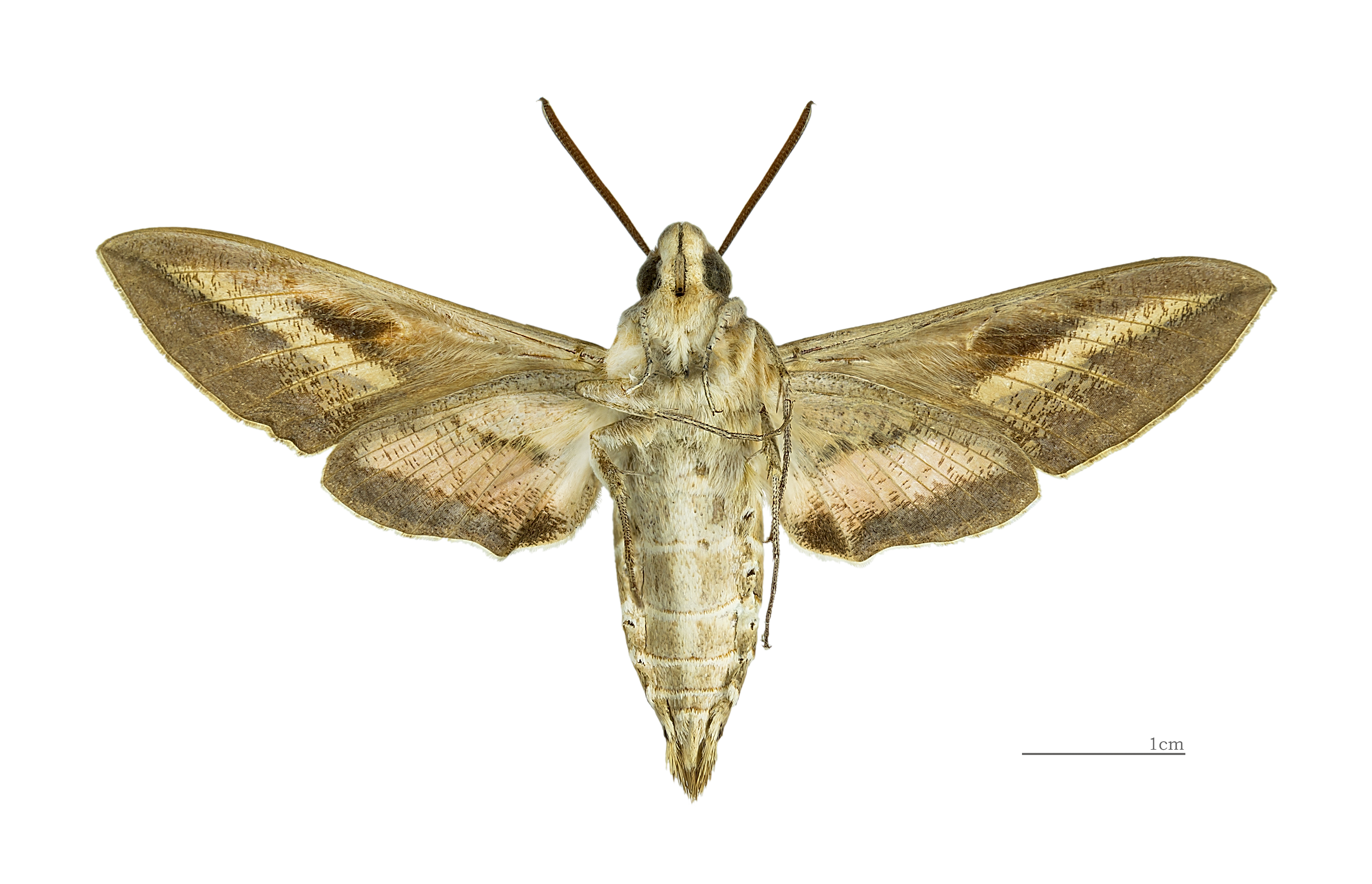
Hím alulnézetben

## Szaporodása
A párosodás hajnalban, két, vagy három óra alatt megy végbe. Ezután néhány napon belül elkezdődik a peterakás, amihez a nőstények jelentős nagyságú területeket repülnek be.
A petéket egyesével, vagy kisebb csoportokban rakják le a tápnövények leveleinek fonákjára. 
Optimális körülmények között egy év alatt két nemzedéke van, május-júniusban az első és július-augusztusban a második.
A petékből 25 C° fok körüli hőmérsékleten, körülbelül 4-5 nap alatt kelnek ki a hernyók. 20 C° fok-nál pár nappal később. A hernyók nagyon érzékenyek a nedvességre, ha ilyen körülmények között kénytelenek táplálkozni, gyakran kapnak bélfertőzést, ami a pusztulásukhoz vezethet. Optimális hőmérsékleten és megfelelő táplálékmennyiséggel a hernyók gyorsan nőnek.
A kifejlett hernyó bebábozódása a tápnövény alatt, egy laza szövedékben, az elhalt növényi részek, vagy a fű között, esetleg az összenőtt levelekben, vagy a földben néhány nap alatt megtörténik.
A bábból lepkévé fejlődés körülbelül 2-4 hét alatt megy végbe.

## Életmódja

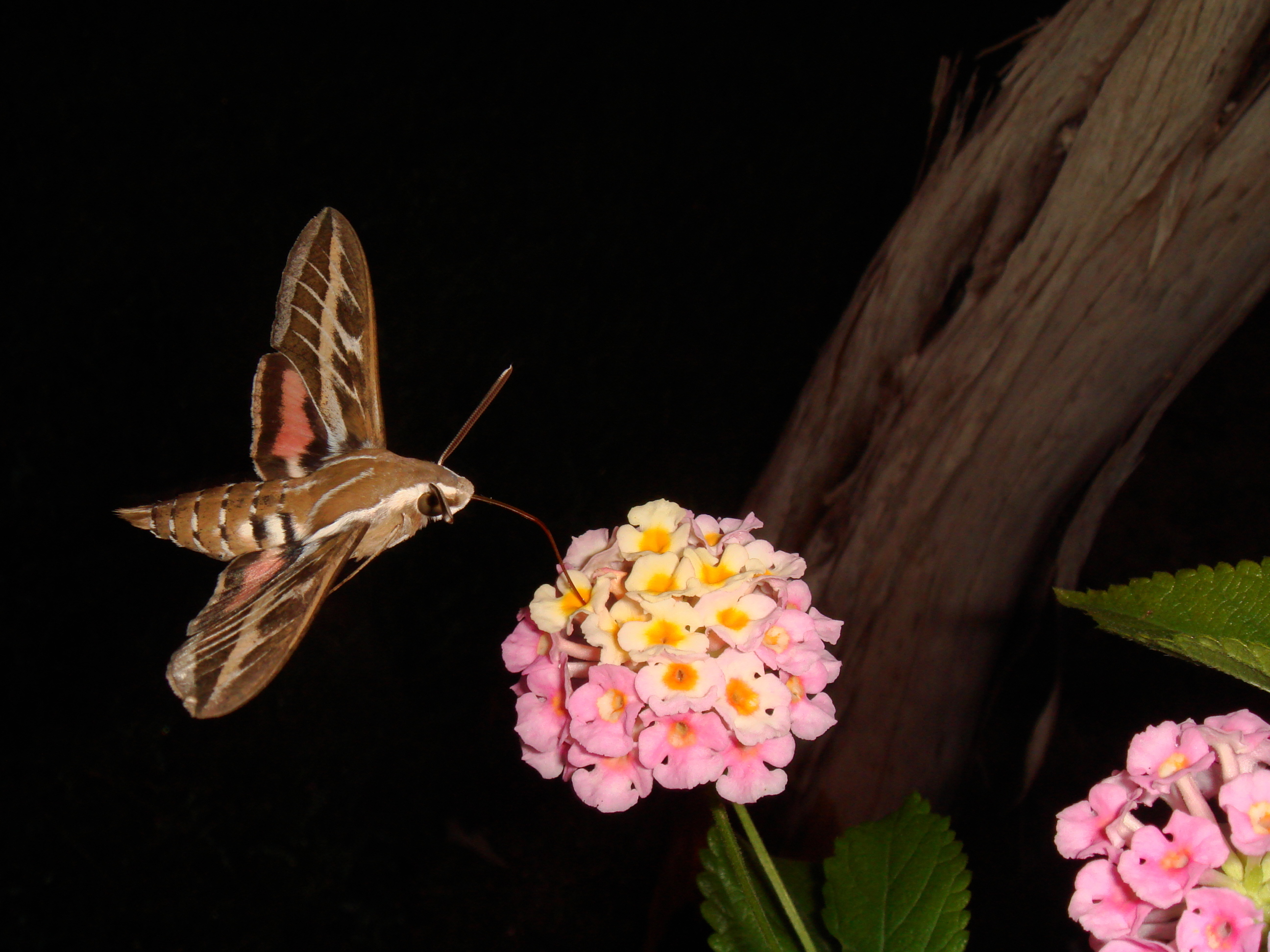
Táplálkozó példány

Vándorló faj. Éjszaka aktívak, alkonyatkor kezdenek repülni, de a nagy vándorlásaik idején nappal is szállnak.
Mivel éjszak táplálkozik, ezért nem a virágok színe, hanem erős illata vonzza őket.
Polifág, lágyszárúakon és cserjéken is élhet.
Magyarországon május végén, június elején várható egy-egy példány felbukkanása. Ezek a lepkék vándorlásból érkeznek, majd lerakott petéikből, a nyár folyamán fejlődik ki egy új nemzedék, melyek élénk színezetű példányainak felbukkanására július vége körül lehet számítani. A ki nem kelt példányok kivétel nélkül elpusztulnak, áttelelni nálunk nem tudnak. A lepkék augusztus végéig láthatóak, ekkor útra kelnek melegebb vidékekre. 
Nem gyakoriak, sokszor éveken keresztül nem láthatóak Magyarországon.

## A hernyó tápnövényei
- Kutyatej-fajok
- Galaj-fajok
- Füzike-fajok
- Lórom-fajok
- Keserűfű-fajok
- Fukszia-fajok
- Közönséges gyújtoványfű
- Ördögszem-fajok
- Vadszőlő-fajok[15]
- Lonc
- Macskagyökér[10]
- Útifű
- Kukorica
- Selyemkóró
- Fejes saláta
- Burgonya[9]

## Kártétele
Tömeges elszaporodáskor a lárvák képesek a megszokott tápnövényeken kívül más növényeket is fogyasztani, például gyapotot.
Jelentős károkat okozhatnak a spárga-, a hajdina-, vagy a szőlőültetvényeken.

## Hasonló fajok
Alaposabb szemrevételezéssel más lepkékkel nem keverhető össze.
Kevésbe gyakorlott szemű megfigyelő a galajszenderrel, vagy a kutyatejszenderrel tudja összetéveszteni.

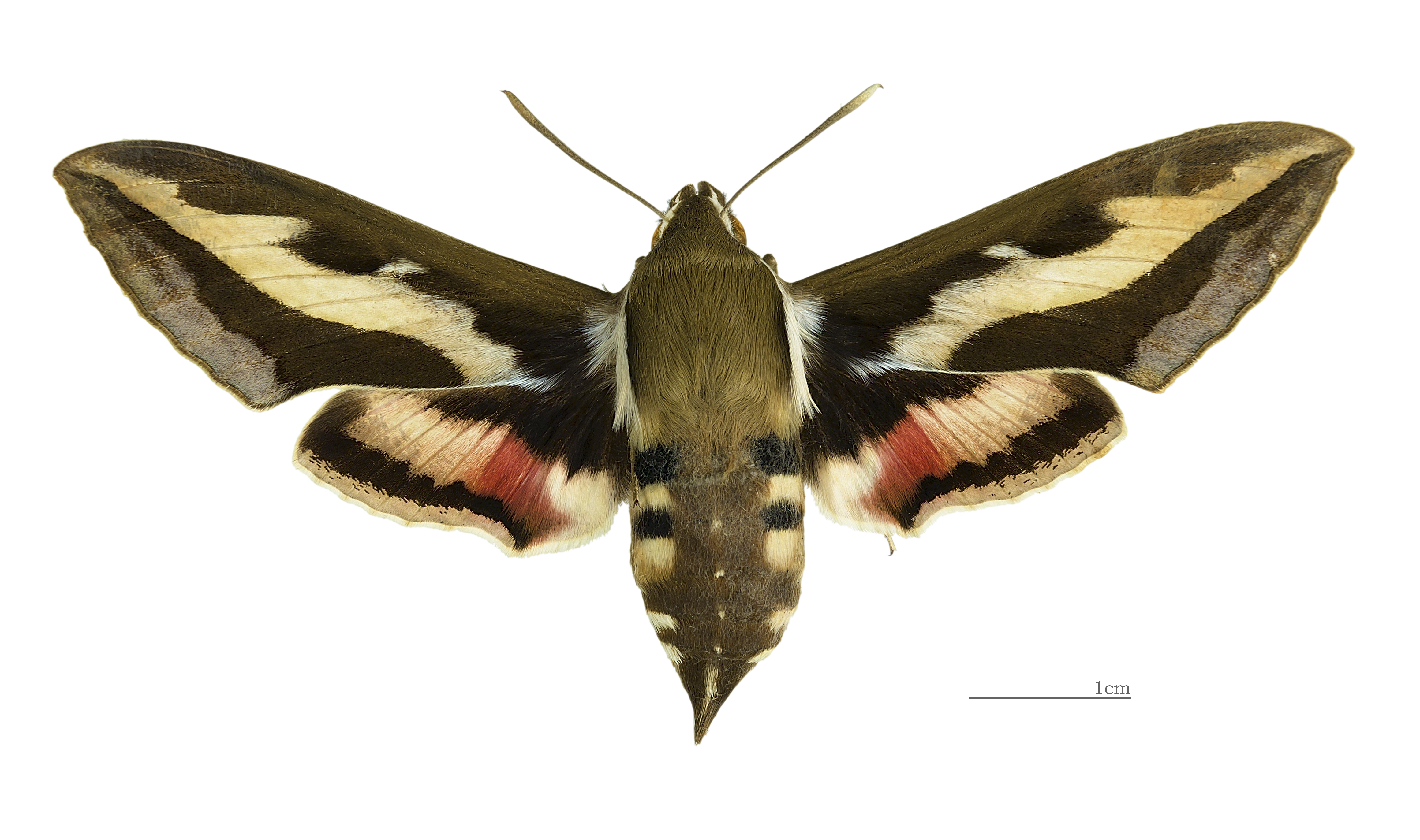
Galajszender nőstény
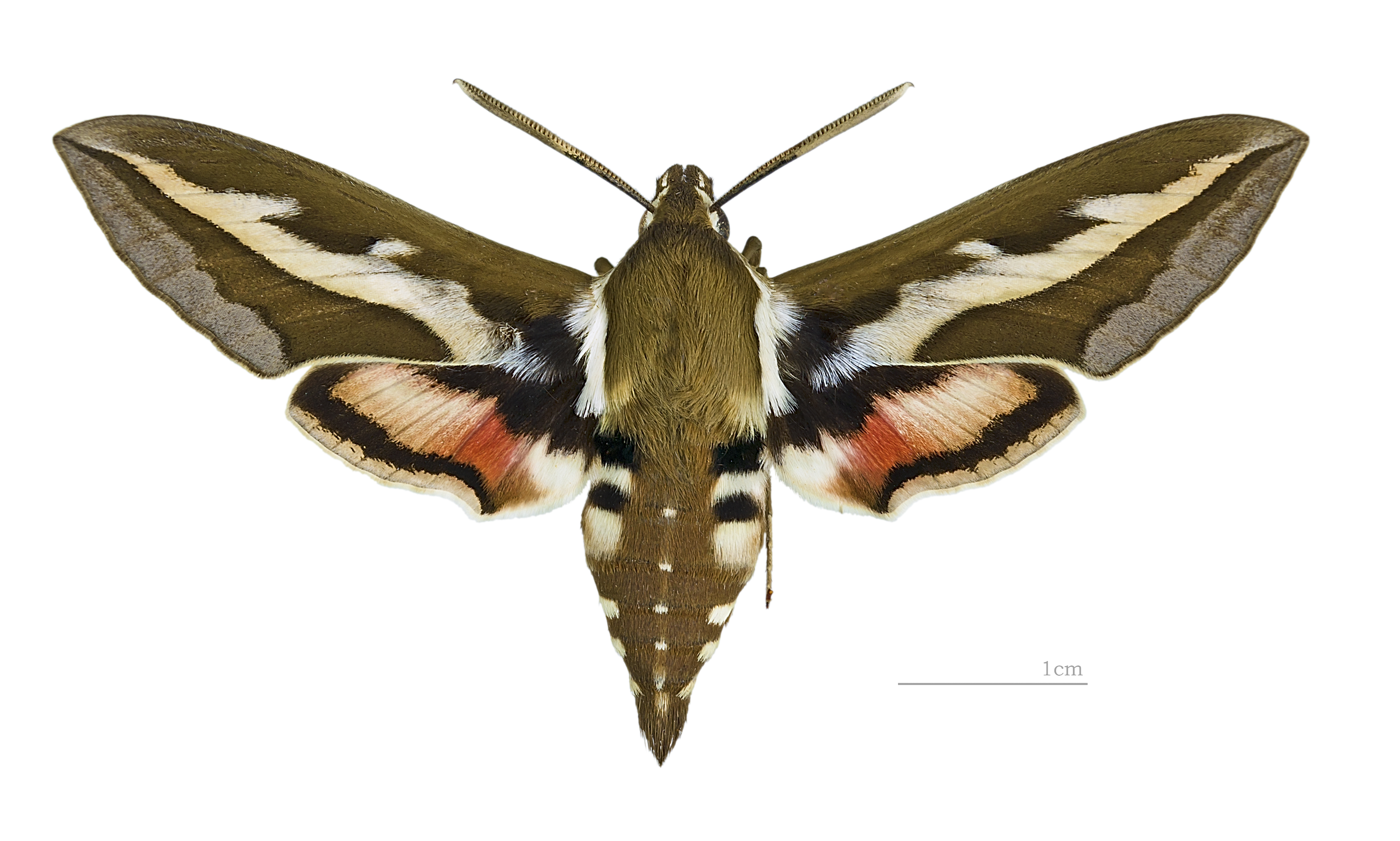
Galajszender hím
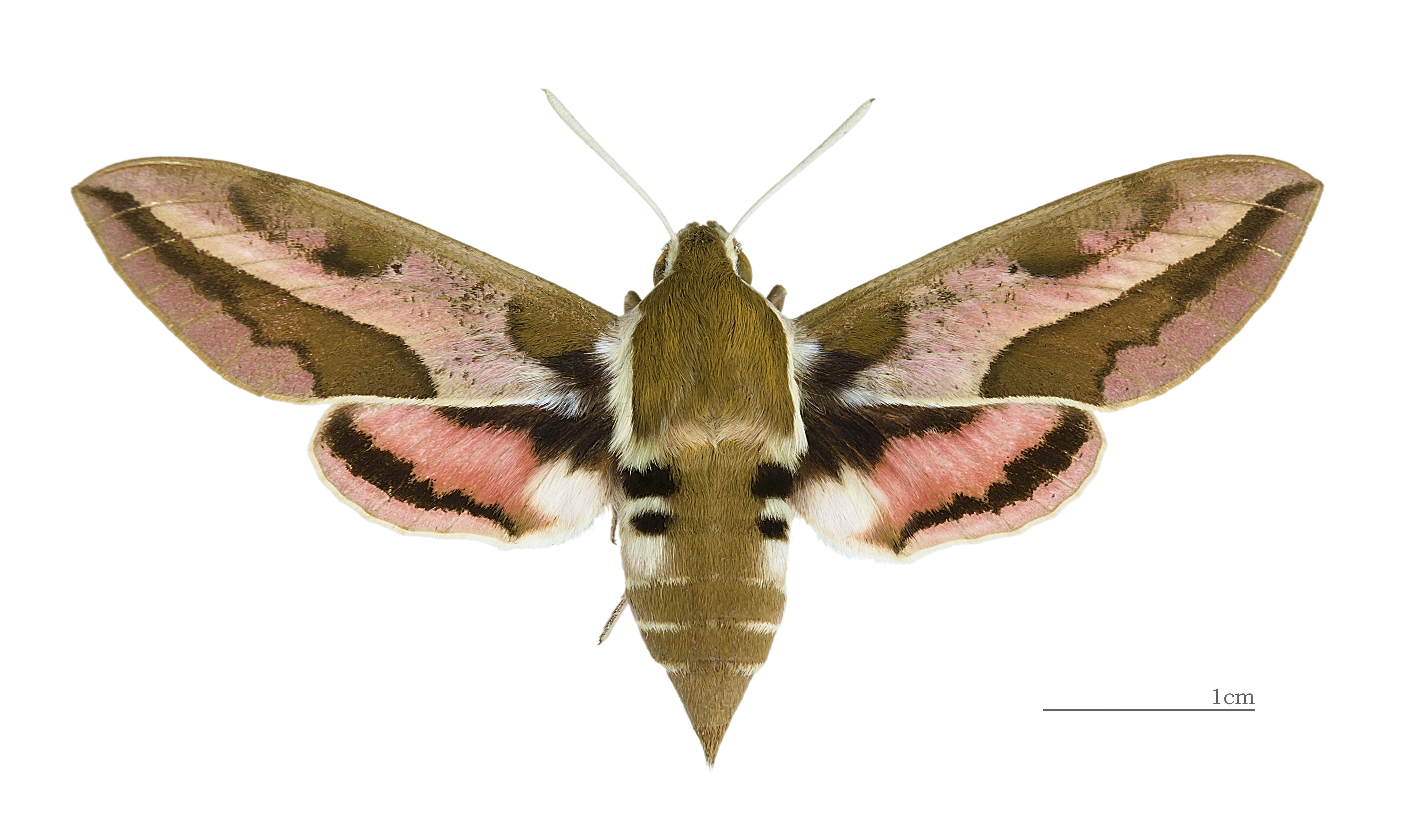
Kutyatejszender nőstény
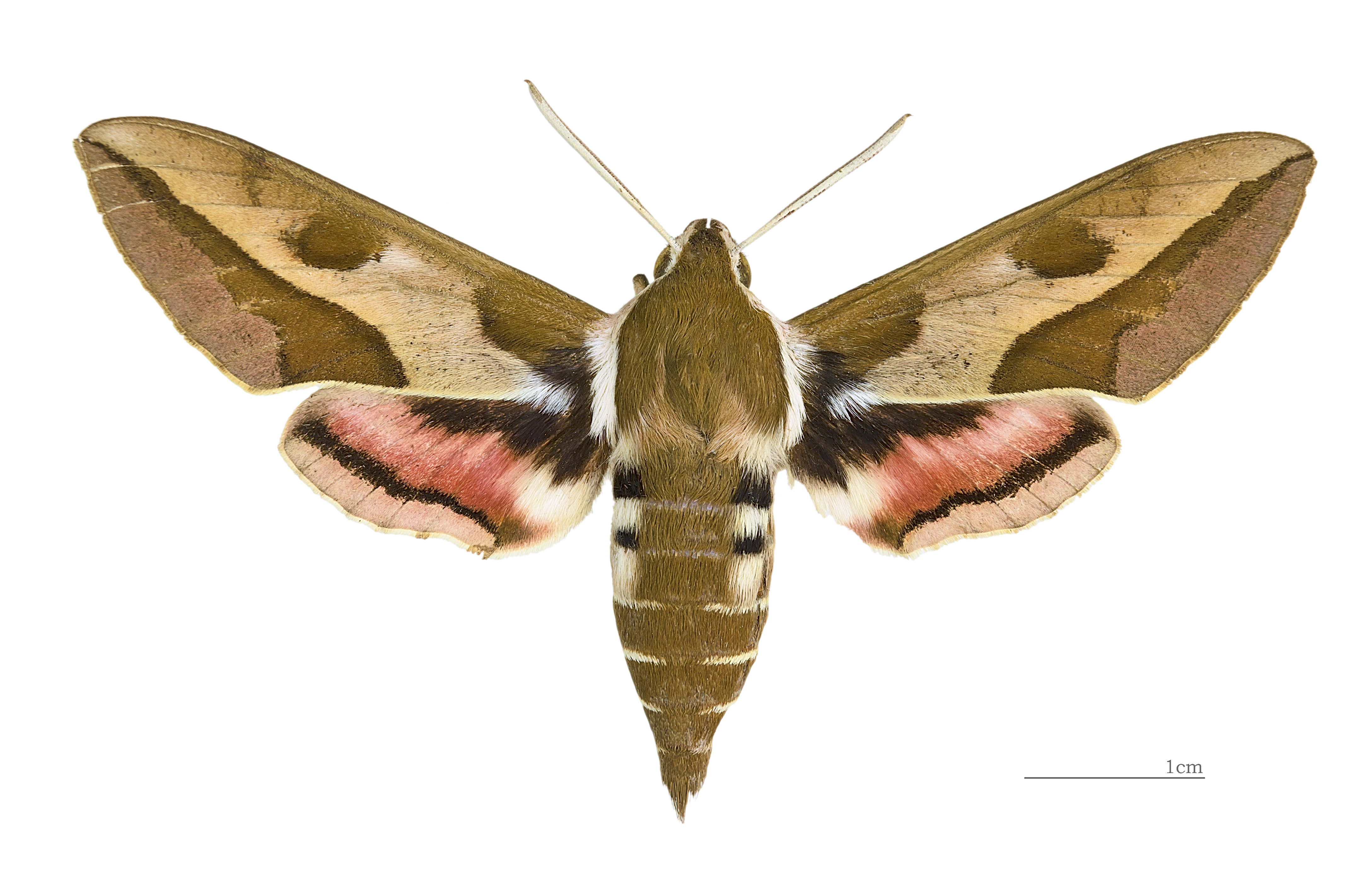
Kutyatejszender hím